# Enrique Rivero
Enrique Rivero Pérez – noto come Quique Rivero – (Cabezón de la Sal, 16 aprile 1992) è un calciatore spagnolo, centrocampista del Real Unión.

## Carriera
Nella stagione 2011-2012 ha giocato 4 partite nella Liga con il Racing Santander, tutte da titolare.

## Palmarès

### Club

#### Competizioni nazionali
- Segunda División B: 1

Racing Santander: 2018-2019 (gruppo 2)